# أنتوني هيرنانديز
أنتوني هيرنانديز (بالإنجليزية: Anthony Hernandez)‏ هو مصور أمريكي، ولد في 7 يوليو 1947 في لوس أنجلوس في الولايات المتحدة.